# 嘉邑玉皇宮
23°28′40″N 120°27′30″E / 23.477854°N 120.458317°E
嘉邑玉皇宮，是位於臺灣嘉義市東區華南里的天公廟，合併一旁的大廈宮、南嶽殿，居民總稱「三間廟」。

## 歷史

### 玉皇宮

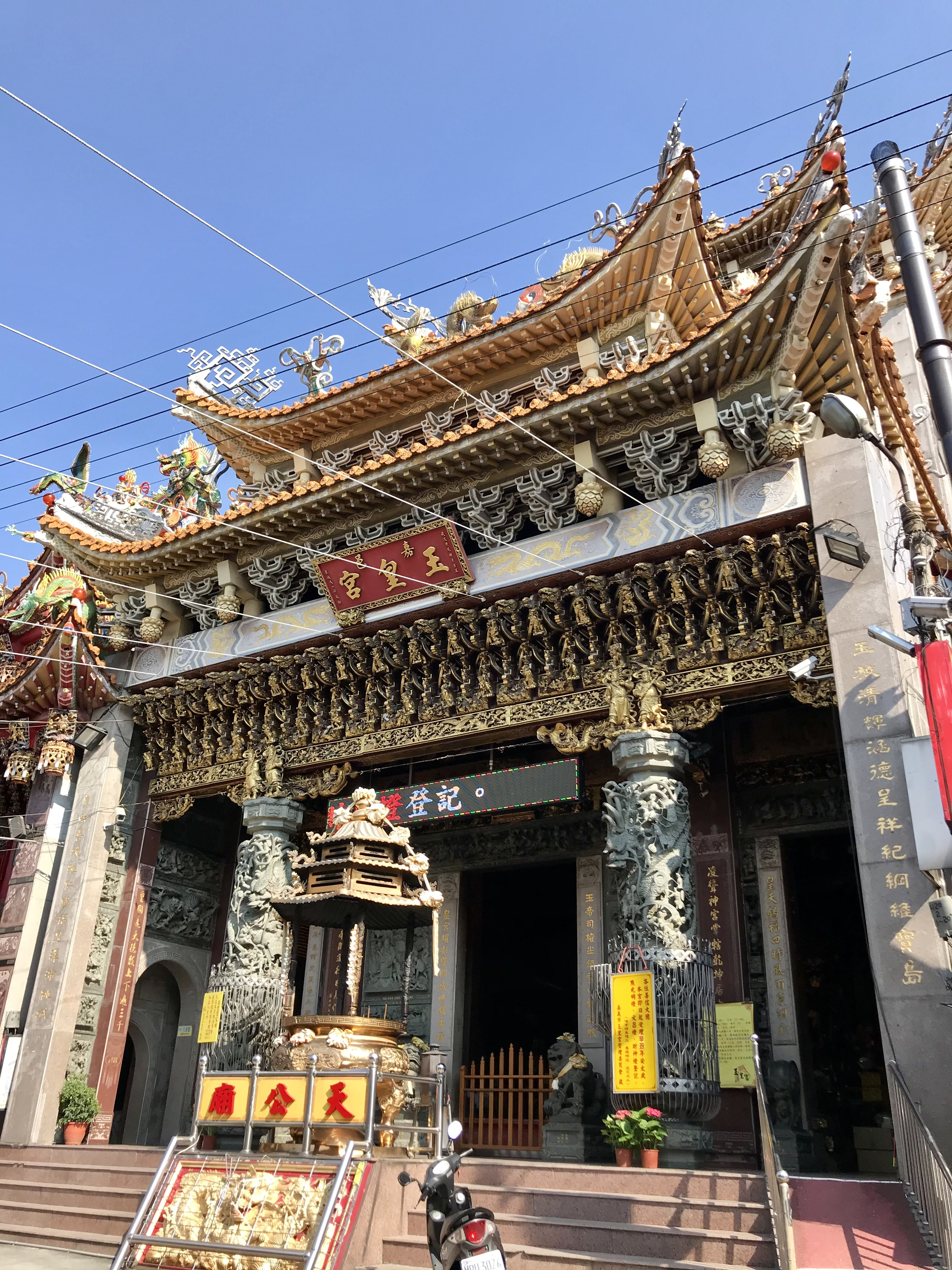
嘉邑玉皇宮

1944年，城隍夫人祠拆毀重建時，當時主事的陳清木、吳清山等籌資以在旁興建奉祀玉皇大帝及地藏王菩薩的玉皇宮、南嶽殿。1949年，玉皇宮建立，此後居民稱為「三間廟」。
廟址為安和街66號，屬華南里，相傳所在風水稱為「龍過脈」。廟旁的古井則稱為「龍井」，農曆正月初九天公生時信徒會爭飲此井水以求平安。
1992年為整修玉皇宮後殿，玉皇宮與大廈宮合建。玉皇宮採北式宮殿型兼南式彩剪建造，廟頂盤旋九尾金龍，殿內挑高18.5公尺，神龕分三層標高，外觀高約七層樓高，廟壁外圍粘貼泉州白石，廟門以台灣樟木所製。歷經七年重建後，2000年4月14日至18日舉行慶成謝土入廟安座大典。

### 南嶽殿

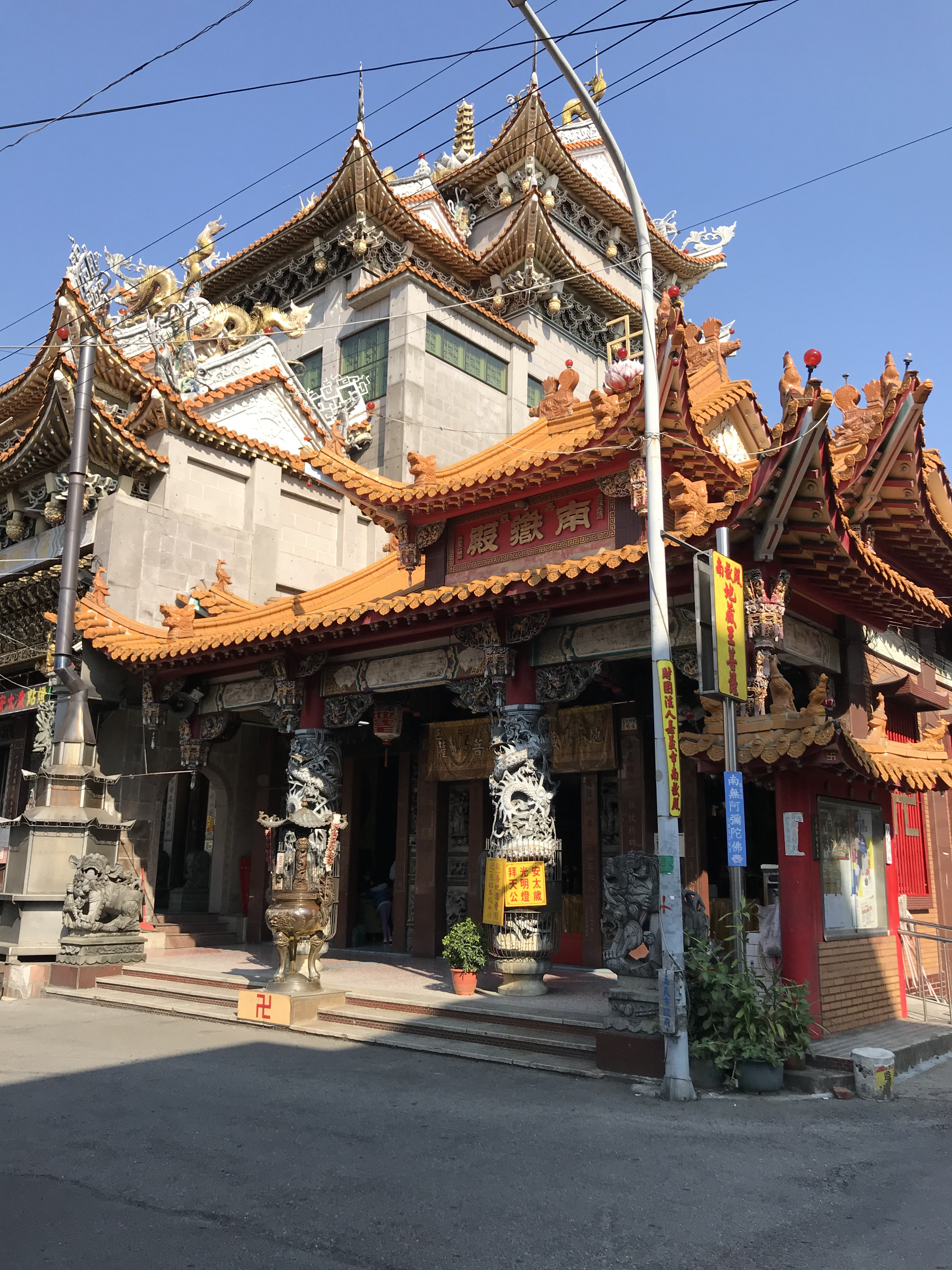
嘉邑南嶽殿

此殿起源可溯自1941年，當時皇民化運動，居民王傳私下供奉一尊地藏王菩薩像。1944年，城隍夫人祠拆毀重建時，乩生表示要成為天、地、人三聖廟，便在旁興建代表天的玉皇宮與代表地的南嶽殿。1945年發起集資，於1947年創建南嶽殿。
廟董曾有較少參加臺灣廟宇活動的外省籍信徒，緣由是上海人黃寶祥在臺灣娶了彰化人杜梅花為妻，但妻子二十五歲時肝中毒，花費大量金錢治療，不見起色。一名鄰居將南嶽殿的地藏王菩薩神像請到黃寶祥家中，吩咐祈禱。黃寶祥便向菩薩說，他們的四個孩子還小，請菩薩救妻子命，不久，有人介紹臺中縣龍井鄉一位老醫師。杜梅花依處方服用日本製的藥丸兩瓶後，即痊癒。夫妻此後積極參與南嶽殿廟務，每逢節慶協助遊行遶境事宜，晚年更到殿內誦經作早課。

### 龍山大廈宮

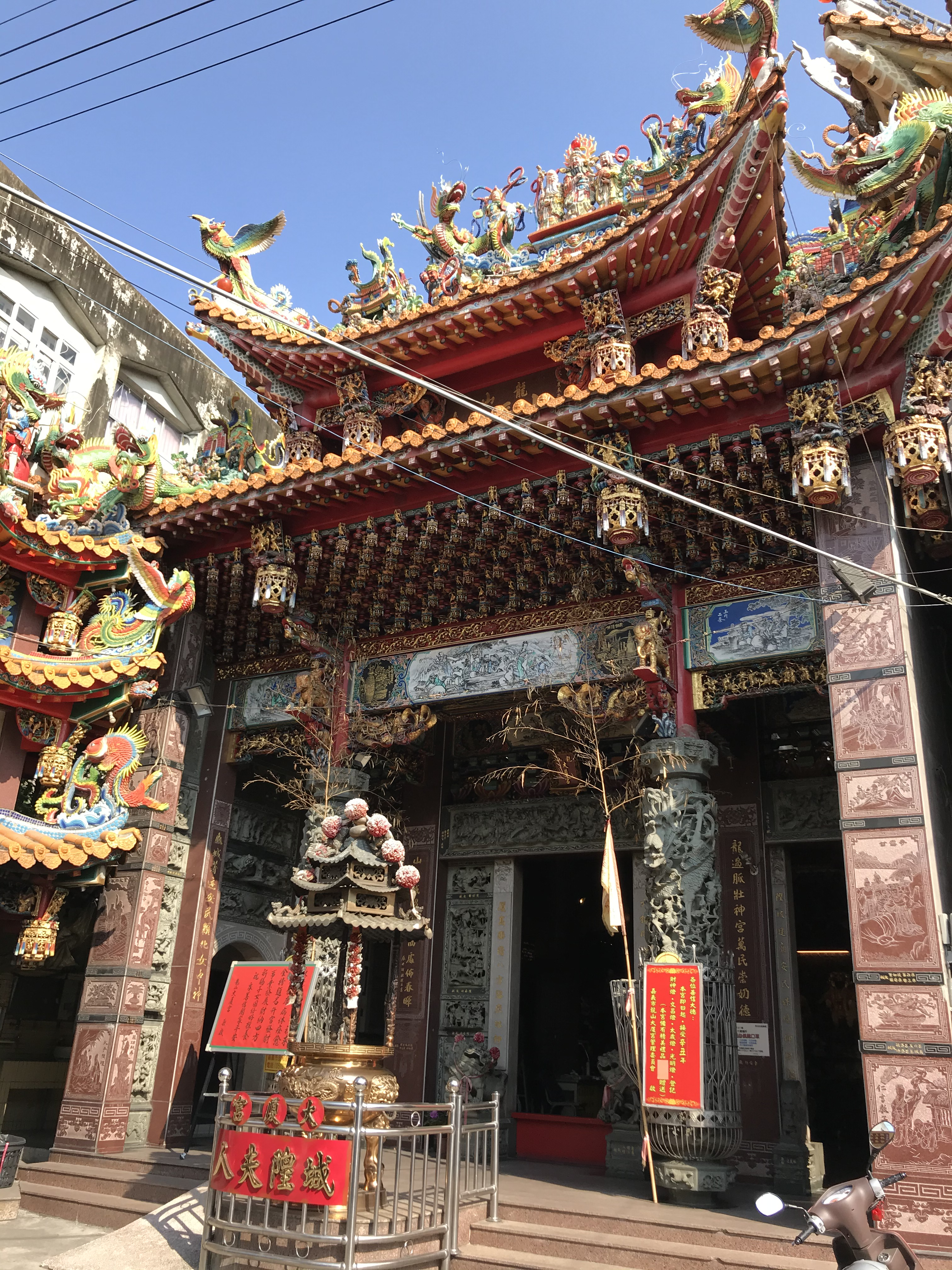
龍山大廈宮

相傳嘉慶年間，嘉義縣生員郭耀海赴省城福州應鄉試，但因瘟疫臥病省城，家人無法跨海照顧，他夢見一名婦人煎藥要他喝下，隔天醒來病況痊癒，回臺灣後得知安溪城隍夫人顯靈，遂以鹿草中寮安溪城隍廟香火，建立城隍夫人祠。
過去有扶鸞的活動，信徒會以胭脂水粉祭拜許願。
戰後初期重建後改名「大廈宮」。2000年重建完成後，建築採江南式，因供奉女神，建築外形較為花稍。

## 外部連結
- 嘉邑玉皇宮的Facebook專頁